# Feofan Prokopovič
Feofan Prokopovič, nato Eleazar (o Elisej) Prokopovič (in ucraino Феофан (Єлеазар, Єлисей) Прокопович (anche: Теофан Прокопович?; Kiev, 27 aprile 1677 – San Pietroburgo, 19 settembre 1736), è stato un arcivescovo ortodosso, teologo e politico russo.
Fu tra gli artefici e i promotori delle Riforme Petrine sotto lo Zar Pietro il Grande. Tra i padri fondatori della Accademia delle Scienze di San Pietroburgo, scrisse opere poetiche e sermoni in russo considerati oggi parte di quel brodo di coltura da cui poi nacque, verso la metà del Settecento, la letteratura russa in senso moderno.

## Biografia
Di umili origini, inizia gli studi all'Accademia mohyleana di Kiev (oggi Università Nazionale di Kyiv Mohyla) e completa la sua educazione in Volodymyr-Volyns'kyj, dove si fa greco-cattolico (uniate). Inviato in Italia visita Pavia, Bologna, Ferrara, Firenze e Pisa, fino a che, giunto a Roma, si unisce alla scuola gesuitica Collegium Romanum. Nel 1701 si rifiuta di adempiere al suo dovere e cominciare la propria attività missionaria in Ucraina e fugge invece a piedi da Roma per recarsi a Halle, all'epoca uno dei centri più importanti della Riforma. Nei tre anni successivi intraprende studi scientifici fino a che, nel 1704, torna all'Accademia mohyleana di Kiev, si rifà ortodosso e, diventato monaco, si dedica all'insegnamento e alla composizione di trattati in latino di poetica e retorica. Fatto raro per i religiosi russi dell'epoca, sarà proprio il contatto diretto con il mondo e la cultura europea, reso possibile dai suoi viaggi, a permettergli di diventare uno degli intellettuali di punta dell'Accademia. Ne diventerà il Rettore nel 1711. 
Già nel 1709 uno dei suoi sermoni sulla battaglia di Poltava affascina a tal punto lo Zar Pietro il Grande, di passaggio a Kiev, che questi si ricorderà di lui e dal 1716 lo vorrà in pianta stabile alla corte di Pietroburgo.
Trasferitosi quindi nella capitale, egli diventa una sorta di eminenza grigia in grado di dare, attraverso i suoi sermoni e la sua attività paraletteraria, un fondamentale supporto etico e culturale all'attività riformatrice di Pietro il Grande, il quale non tarda a promuovere la sua scalata tra le gerarchie ecclesiastiche. Nel 1718 diverrà infatti vescovo di Pskov e, dal 1725, Arcivescovo di Novgorod.
Promotore della riforma della Chiesa ortodossa russa e tra gli artefici di quello che più tardi verrà chiamato il Santissimo Sinodo, la sua attività politica e riformatrice non termina con la morte di Pietro il Grande ma prosegue durante lo Zarato di Anna I di Russia (1730-1740), la cui elezione sul trono di Russia è in parte dovuta anche al lavoro svolto dietro alle quinte da Prokopovič e dagli altri intellettuali di corte a lui legati, i quali seppero frustrare i tentativi di controriforma antipetrina da parte delle famiglie vetero-boiare.